# Lý Cừu Chi
Huyện chúa Lý Cừu Chi (현주 이구지, 縣主 李仇之, 1440? - 7 tháng 3 1489) là một kỹ nữ, nhà thơ, nhà văn người Triều Tiên trong thời kỳ nhà Triều Tiên, cháu gái của nhà vua Triều Tiên Thái Tông.
Sau khi chồng bà là Quyền Đức Vinh chết, bà đã trở thành một vũ công, nhà thơ, nhưng việc bà là dòng dõi hoàng tộc làm nghề vũ công là một cú sốc đối với xã hội.